# Tantilla bocourti
Tantilla bocourti este o specie de șerpi din genul Tantilla, familia Colubridae, descrisă de Günther 1895. A fost clasificată de IUCN ca specie cu risc scăzut. Conform Catalogue of Life specia Tantilla bocourti nu are subspecii cunoscute.